# قشلاق جعفر قلي (مقاطعة بيله سوار)
قشلاق جعفر قلي (بالفارسية: قشلاق جعفرقلی) هي منطقة سكنية تقع في إيران في قسم قشلاق الشرقي الريفي. يقدر عدد سكانها بـ 41 نسمة .